# Sobralia decora
Sobralia decora es una especie de orquídea epífita o de hábitos terrestres ocasionales. Es originaria de Centroamérica.

## Descripción
Es una orquídea de tamaño medio, miembro de la tribu Arethuseae, Tiene las hojas lanceoladas a lanceoladas-oblongas, largo acuminadas, plicadas, basales. Florece en una inflorescencia terminal,  corta, con varias flores fragantes que abren sucesivamente y que se producen en el otoño y el invierno por menos de un día cada flor. 

## Distribución y hábitat
Crece en las laderas empinadas, barrancos húmedos o sombreados y a lo largo de los arroyos en la parte baja de los bosques en las elevaciones de 50 a 1700 metros, ya sea como epífita o de hábitos terrestres en los países de México, Guatemala, Belice , Honduras Costa Rica y Panamá.

## Sinonimia
- Cattleya decora (Bateman) Beer
- Sobralia sessilis Lindl.
- Sobralia fenzliana Rchb.f.
- Cattleya sessilis (Lindl.) Beer
- Sobralia panamensis Schltr.
- Sobralia panamensis var. albiflos Schltr.
- Sobralia neglecta Schltr.[1]

## Galería

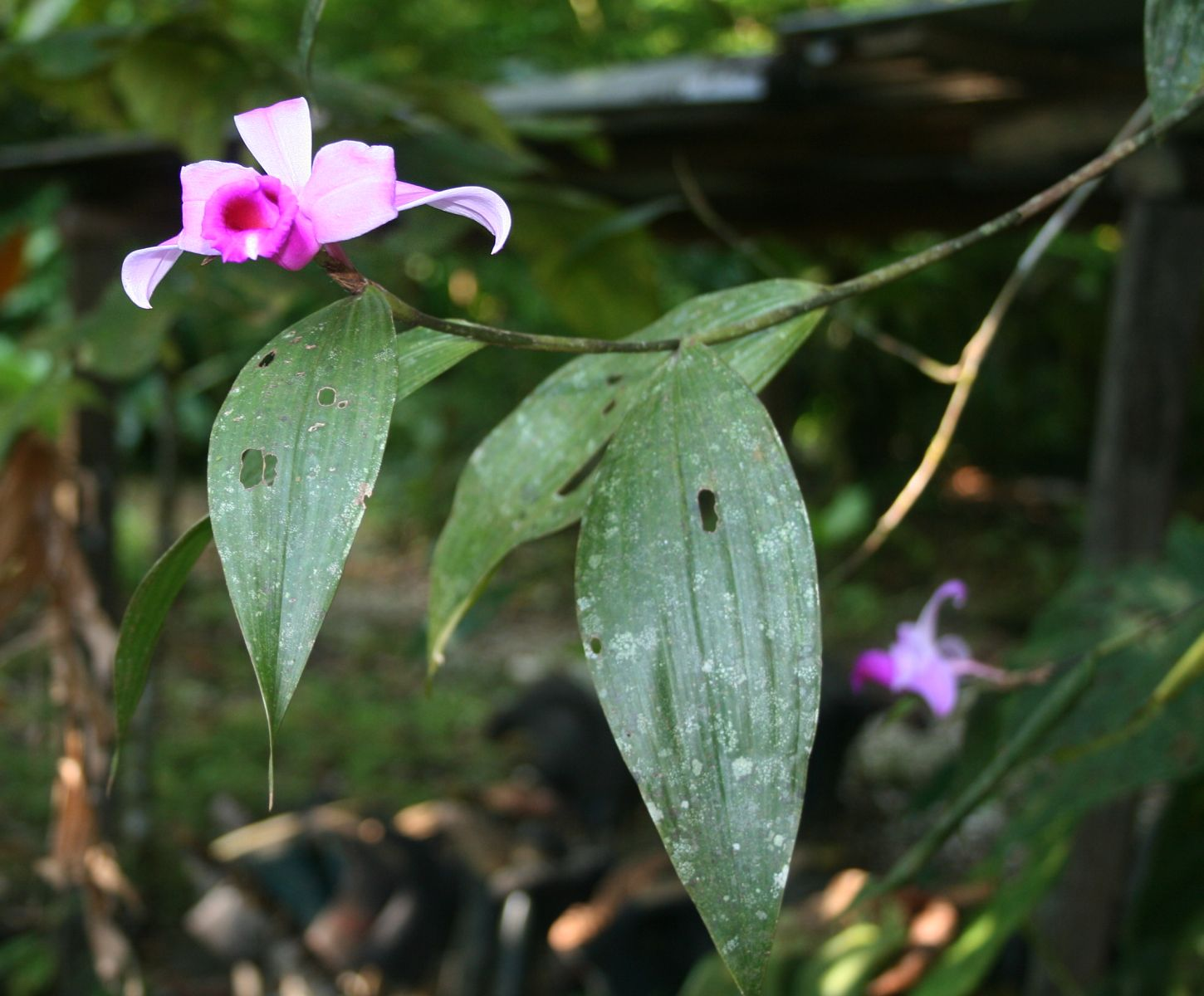
Flor con hojas
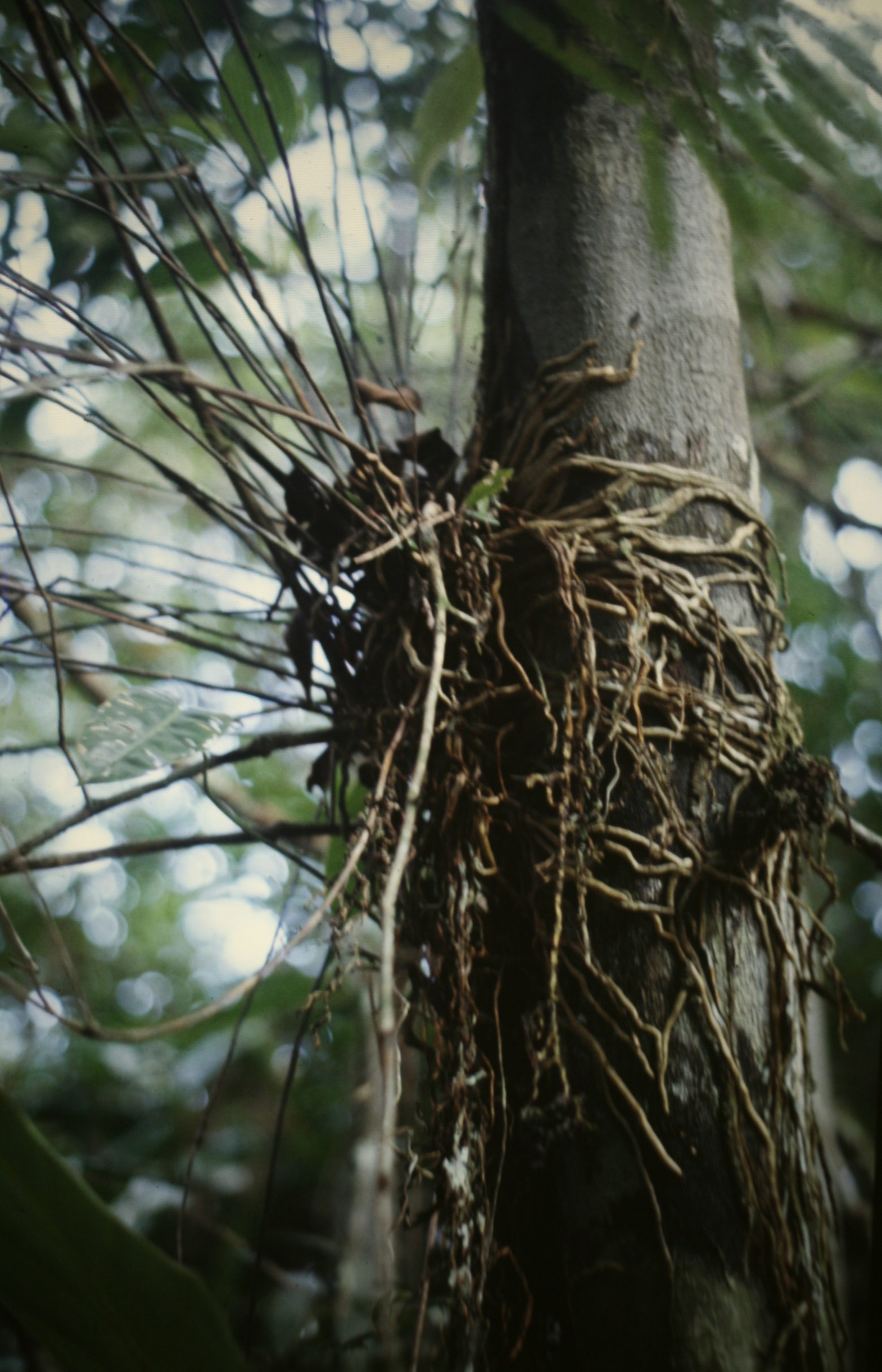
Hábitat
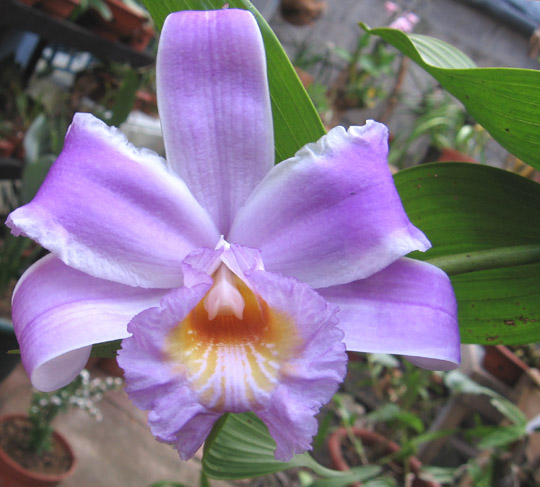
Flor
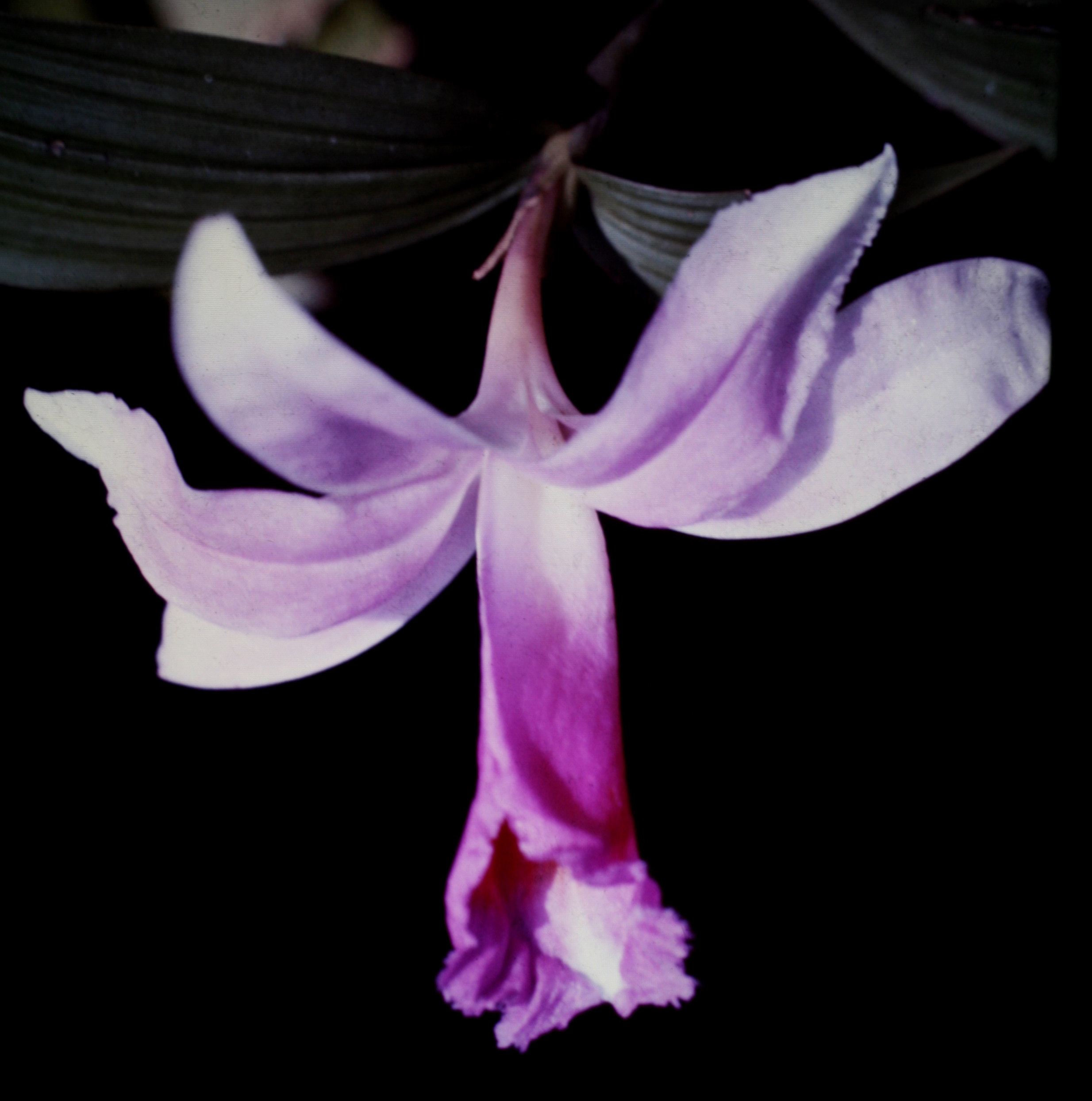
Flor